# Villa Heigelin
Villa Heigelin sorgeva lungo Calata Capodichino a Napoli, fra la collina di Camaldoli e i Colli Aminei, fu costruita nella seconda metà del XVIII secolo su commissione di Christian Heigelin.
Villa Heigelin era nelle intenzioni della committenza una dimora nascosta, pregevole per la sua naturale riservatezza che la rendeva celata alla vista di tutti (non a caso Capodichino all'epoca era coperta da una fitta boscaglia): vi si accedeva attraverso una rapida salita spesso percorribile soltanto a piedi o a cavallo mediante una scomoda strada.

## Descrizione
Venne descritta come una delle più belle ville dell’epoca, una dimora di lusso caratterizzata da allegorie con una spiccata simbologia massonica. In particolare il giardino era ricco di simbologie, che disegnavano fra vialetti e labirinti un percorso dalle intenzioni iniziatiche. Al suo interno trovavano posto sculture ellenichegianti, un teatro all’aperto, un romitorio con celle per praticare i riti spirituali, vasche e fontane impiegate per i rituali. Il giardino venne disegnato da Friedrich Dehnhardt un architetto del paesaggio, botanico e orticoltore tedesco attivo a Napoli alla fine del XVIII secolo.
La villa inglobava anche delle rovine romane.
L'edificio venne gravemente danneggiato durante i bombardamenti del secondo conflitto mondiale e lasciato all'incuria. Attualmente il sito è chiuso e non visitabile.